# Kėdainiai

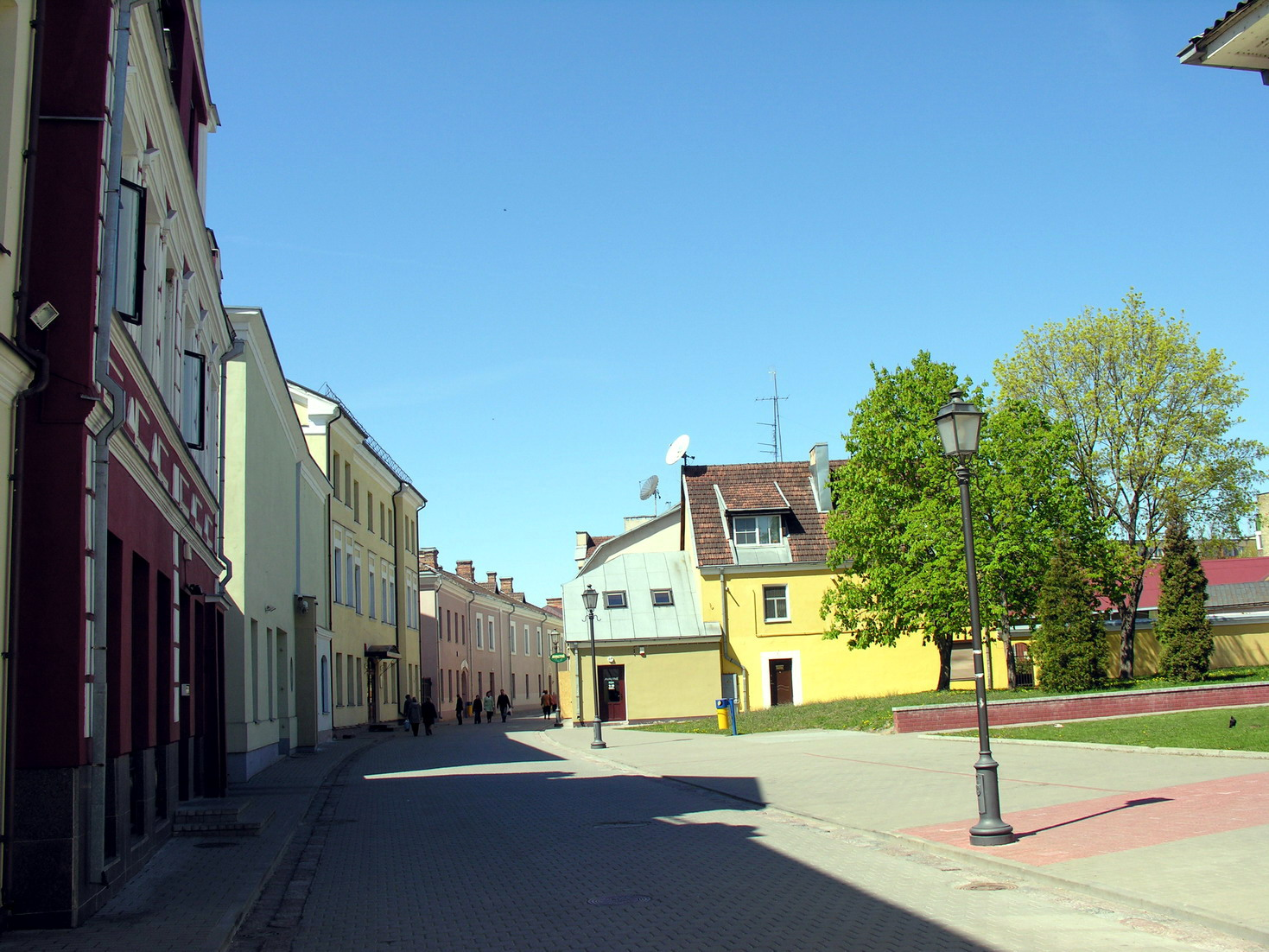
Část historického centra m. Kėdainiai

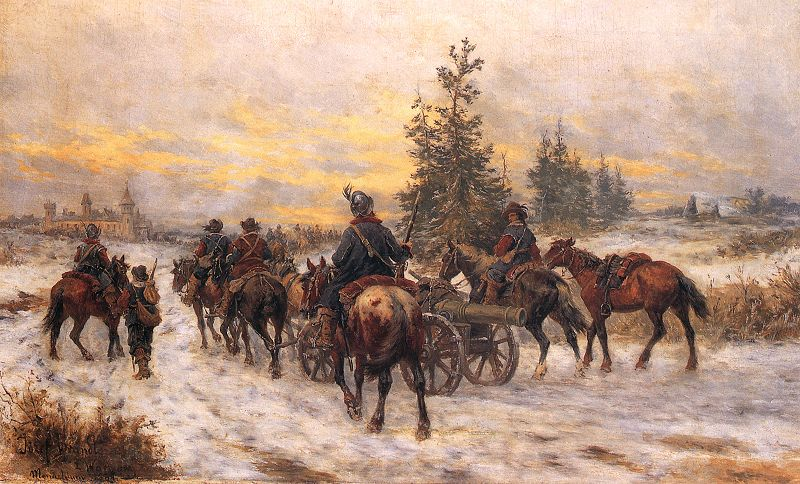
Švédové táhnou do Kėdainiů. XVII stol.

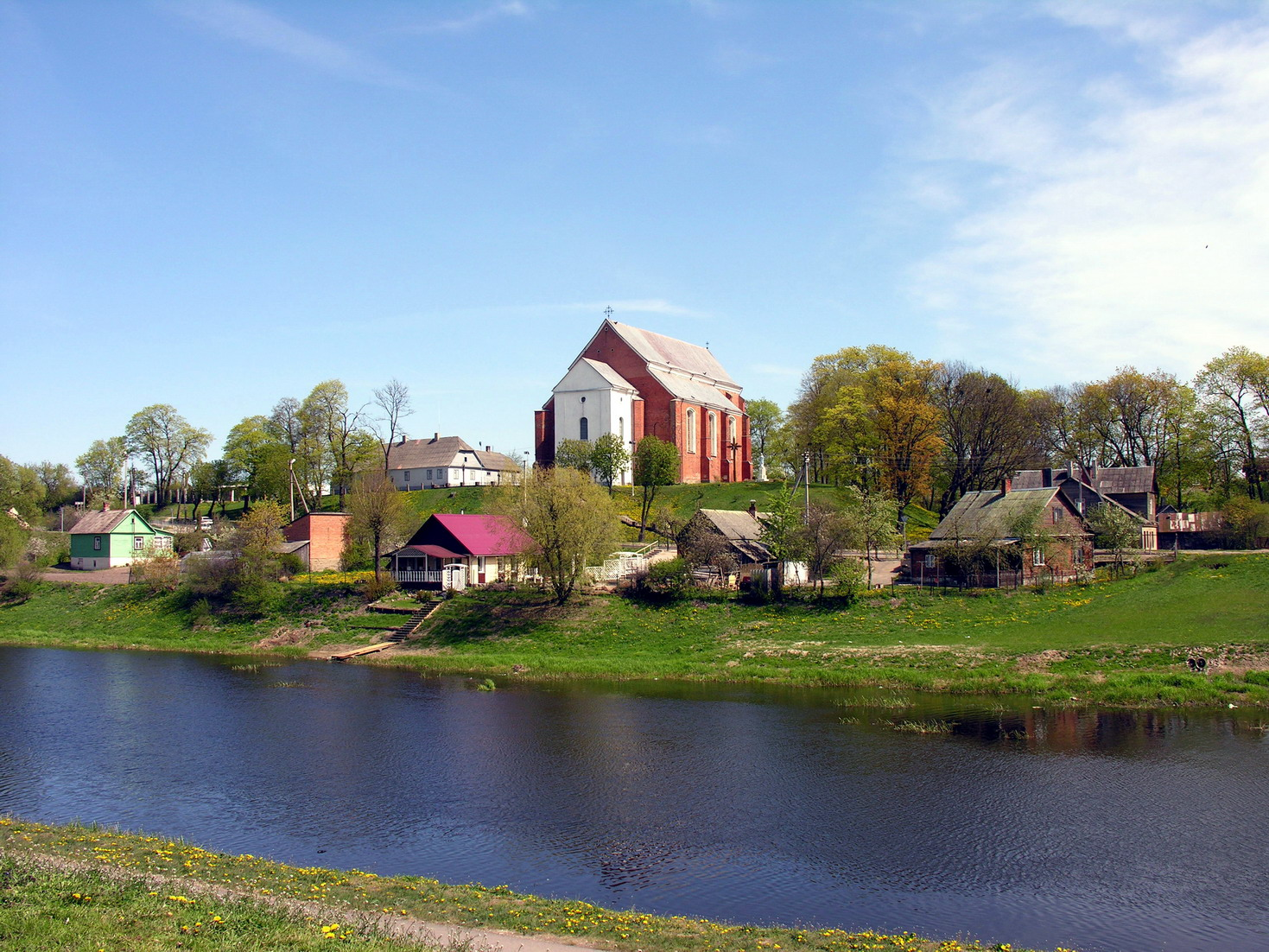
Kostel Sv. Jurgio a řeka Nevėžis

Kėdainiai (polsky Kiejdany) je okresní město v centru Litvy, rozkládající se po obou stranách řeky Nevėžis, 51 km na sever od Kaunasu. V Kėdainích se do řeky Nevėžis vlévají tyto přítoky: Dotnuvėlė a Smilga (od západu) a Obelis (od východu).
Staré město patří do městské památkové zóny jako památník celostátního významu. Jsou zde 4 kostely (katolický – Sv. Juozapo (Josefa), Sv. Jurgio (Jiřího), evangeliký luterský a evangelický reformovaný (zde je také hrobka Radvilů), taktéž pravoslavný "Viešpaties Atsimainymo cerkvė". Průmysl chemický (Lifosa A.S.) a potravinářský. Dopravní uzel.
PSČ: LT-57001.
Výročí (svátek) města se slaví: 24. srpna (podle první písemné zmínky o městě v roce 1372 v Livonské kronice, kterou sepsal Hermann von Wartberge).

## Slavné osobnosti města

### Rodáci
- Mikalojus Daukša, litevský spisovatel, překladatel, (†1613)
- Czesław Miłosz, polský spisovatel, nositel Nobelovy ceny. Narozen ve vsi Šeteniai, (*1911 - †2004)
- Viktoras Muntianas, litevský politik, dříve mluvčí litevského Sněmu
- Juozas Urbšys, litevský diplomat, ministr zahraničních věcí předválečné Litevské Republiky, překladatel. Narozen ve vsi Šeteniai, (*1896 - †1991).

### Další (narození jinde)
- Viktor Uspasskich (rus.: Виктор Викторович Успасских), významný litevský politik a podnikatel (*1959 v SSSR v Urdomě (rus.: Урдома) (Archangelská oblast))

## Sport
- FK Nevėžis Kėdainiai fotbalový klub;
- KK Nevėžis basketbalový klub;

## Městské čtvrti

### Janušava

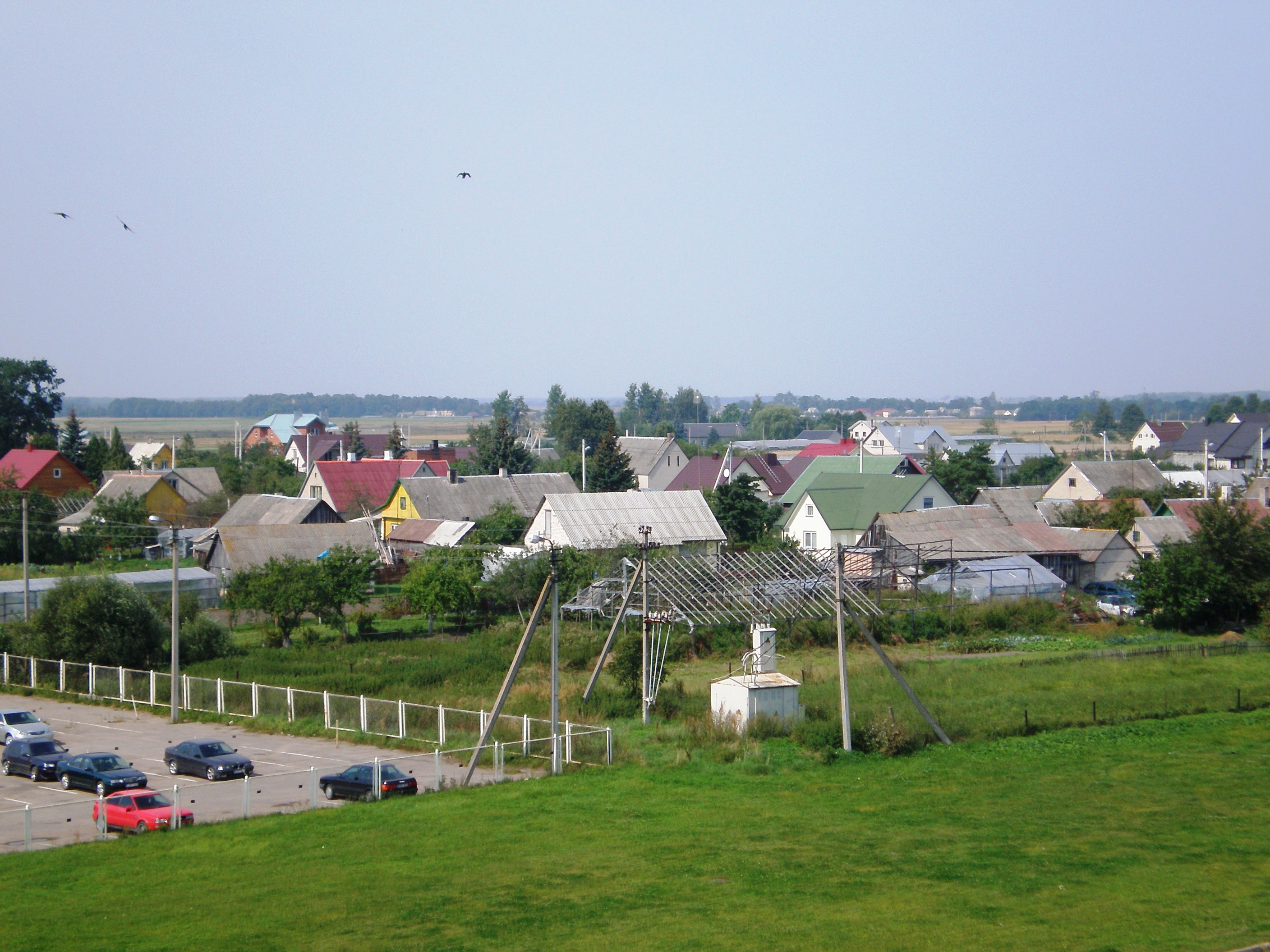
Městská čtvrť Janušava

Západní část města, takto nazvaná na počest Jonuše Radvily (Janusz Radziwiłł). Nejdůležitější ulice se jmenuje Janušavos (druhá nejdelší v městě). Většina jsou čtyř a osmipatrové obytné domy z 80 - 90 let 20. stol. Je zde několik obchodních středisek („Iki“, „Rimi“, „Saulutė“, „Norfa„, „Leader Price“), 3 střední školy („Atžalyno“, „Aušros“ ir „Ryto“).

### Vilainiai
Městská čtvrť na levém břehu řeky Nevėžis. Nejdůležitější ulice se jmenuje Šėtos. Převažují rodinné domky.

### Průmyslová čtvrť (Zabieliškis)
Jihovýchodní část města u řeky Obelis. Průmysl: Lifosa (továrna na minerální hnojiva - fosfáty a j.), Kemira Lifosa, sila, cukrovar (s dánskou účastí), Medžio plokštė (dřevotřískové desky), pekárna...

### Babėnai
Severní část města.

## Partnerská města

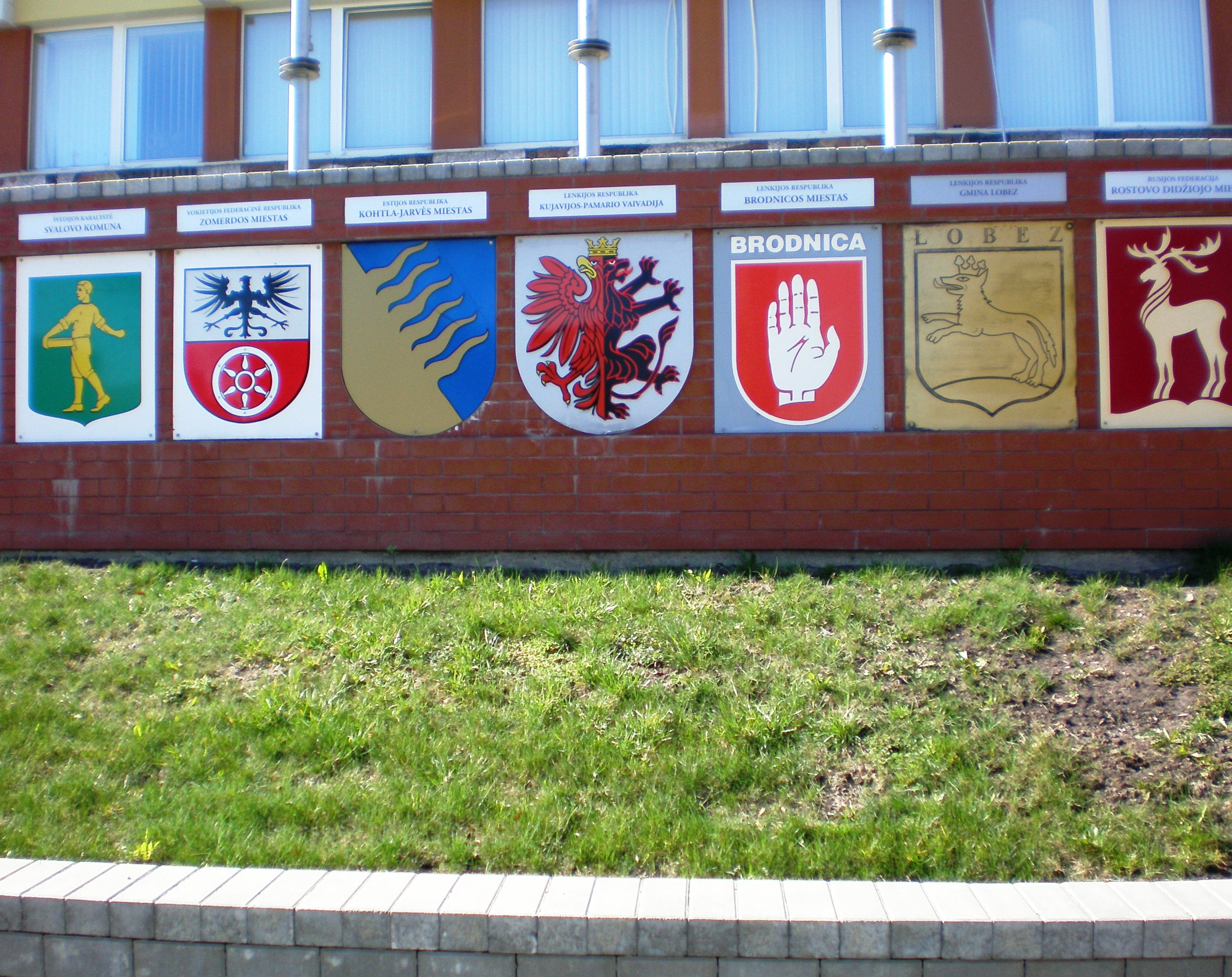
Znaky partnerských měst na budově Městského úřadu

| Město        | Znak | Stát      |
| ------------ | ---- | --------- |
| Svalöv       |      | Švédsko   |
| Sömmerda     |      | Německo   |
| Kohtla-Järve |      | Estonsko  |
| Brodnica     |      | Polsko    |
| Łobez        |      | Polsko    |
| Rostov       |      | Rusko     |
| Vaŭkavysk    |      | Bělorusko |